# ريتشي لاريا
ريتشي لاريا هو لاعب كرة قدم كندي في مركز الوسط، ولد في 7 يناير 1995 في تورونتو في كندا. شارك مع منتخب كندا تحت 18 سنة لكرة القدم ومنتخب كندا تحت 23 سنة لكرة القدم ومنتخب كندا لكرة القدم. أما مع النوادي، فقد لعب مع أورلاندو سيتي ونادي تورونتو.

## وصلات خارجية
- ريتشي لاريا على موقع الدوري الأمريكي (الإنجليزية)
- ريتشي لاريا على موقع قاعدة بيانات كرة القدم.إي يو (الإنجليزية)
- ريتشي لاريا على موقع ناشيونال فوتبول تيمز (الإنجليزية)
- ريتشي لاريا على موقع Soccerbase.com (لاعب) (الإنجليزية)
- ريتشي لاريا على موقع Soccerway.com (الإنجليزية)
- ريتشي لاريا على موقع عالم كرة القدم.نت (الإنجليزية)
- ريتشي لاريا على موقع AS.com (الإسبانية)